# ASB Classic (ATP) 2016 - Qualificazioni singolare

## Teste di serie
1. Robin Haase (qualificato)
2. Denis Kudla (ultimo turno)
3. Benjamin Becker (qualificato)
4. Thiemo de Bakker (qualificato)

1. Lee Duck-hee (ultimo turno)
2. Matthew Barton (qualificato)
3. Mate Pavić (ultimo turno)
4. Cameron Norrie (ultimo turno)

## Qualificati
1. Robin Haase
2. Matthew Barton

1. Benjamin Becker
2. Thiemo de Bakker

## Tabellone qualificazioni

### Sezione 1
|  | Primo turno | Primo turno  | Primo turno  | Primo turno | Primo turno |  |  | Ultimo turno | Ultimo turno | Ultimo turno | Ultimo turno | Ultimo turno |  |
|  |             |              |              |             |             |  |  |              |              |              |              |              |  |
|  | 1           | Robin Haase  | Robin Haase  | 6           | 7           |  |  |              |              |              |              |              |  |
|  | Alt         | Eric Butorac | Eric Butorac | 4           | 5           |  |  | 1            | Robin Haase  | Robin Haase  | 6            | 6            |  |
|  | Alt         | Robert Farah | Robert Farah | 1           | 2           |  |  | 5            | Lee Duck-hee | Lee Duck-hee | 1            | 3            |  |
|  | 5           | Lee Duck-hee | Lee Duck-hee | 6           | 6           |  |  |              |              |              |              |              |  |

### Sezione 2
|  | Primo turno | Primo turno    | Primo turno    | Primo turno | Primo turno |  |  | Ultimo turno | Ultimo turno   | Ultimo turno   | Ultimo turno | Ultimo turno |  |
|  |             |                |                |             |             |  |  |              |                |                |              |              |  |
|  | 2           | Denis Kudla    | Denis Kudla    | 6           | 6           |  |  |              |                |                |              |              |  |
|  | Alt         | Treat Huey     | Treat Huey     | 4           | 2           |  |  | 2            | Denis Kudla    | Denis Kudla    | 2            | 0            |  |
|  | WC          | Artem Sitak    | Artem Sitak    | 68          | 0           |  |  | 6            | Matthew Barton | Matthew Barton | 6            | 6            |  |
|  | 6           | Matthew Barton | Matthew Barton | 7           | 6           |  |  |              |                |                |              |              |  |

### Sezione 3
|  | Primo turno | Primo turno     | Primo turno     | Primo turno | Primo turno |  |  | Ultimo turno | Ultimo turno    | Ultimo turno    | Ultimo turno | Ultimo turno |  |
|  |             |                 |                 |             |             |  |  |              |                 |                 |              |              |  |
|  | 3           | Benjamin Becker | Benjamin Becker | 6           | 6           |  |  |              |                 |                 |              |              |  |
|  | Alt         | Scott Lipsky    | Scott Lipsky    | 3           | 1           |  |  | 3            | Benjamin Becker | Benjamin Becker | 6            | 6            |  |
|  |             | Woo Chung-hyo   | Woo Chung-hyo   | 1           | 2           |  |  | 8/WC         | Cameron Norrie  | Cameron Norrie  | 1            | 2            |  |
|  | 8/WC        | Cameron Norrie  | Cameron Norrie  | 6           | 6           |  |  |              |                 |                 |              |              |  |

### Sezione 4
|  | Primo turno | Primo turno          | Primo turno          | Primo turno | Primo turno |  |  | Ultimo turno | Ultimo turno     | Ultimo turno | Ultimo turno | Ultimo turno |  |
|  |             |                      |                      |             |             |  |  |              |                  |              |              |              |  |
|  | 4           | Thiemo de Bakker     | Thiemo de Bakker     | 6           | 6           |  |  |              |                  |              |              |              |  |
|  |             | Greg Jones           | Greg Jones           | 2           | 2           |  |  | 4            | Thiemo de Bakker | 4            | 6            | 6            |  |
|  | Alt         | Juan Sebastián Cabal | Juan Sebastián Cabal | 2           | 4           |  |  | 7            | Mate Pavić       | 6            | 2            | 3            |  |
|  | 7           | Mate Pavić           | Mate Pavić           | 6           | 6           |  |  |              |                  |              |              |              |  |